# The Marrow of a Bone
The Marrow of a Bone (estilizado como THE MARROW OF A BONE) es un álbum de nu metal de la banda de japonesa Dir en grey lanzado el 7 de febrero de 2007 en Japón, el 20 de febrero en Estados Unidos, el 2 de marzo en Alemania, el 6 de marzo en Francia y el 7 de mayo en Reino Unido, en total este álbum se lanzó en siete países. En marzo del 2007, The Marrow of a Bone alcanzó el número 21 en el Billboard's "Top Independent Albums".

## Canciones
DISCO 1

Todas las letras escritas por Kyo, toda la música compuesta por Dir En Grey. 
| N.º | Título                                                                    | Duración |  |
| 1.  | «CONCEIVED SORROW»                                                        | 4:49     |  |
| 2.  | «LIE BURIED WITH A VENGEANCE»                                             | 2:47     |  |
| 3.  | «THE FATAL BELIEVER»                                                      | 3:10     |  |
| 4.  | «Agitated Screams of Maggots»                                             | 2:56     |  |
| 5.  | «GRIEF»                                                                   | 3:37     |  |
| 6.  | «凌辱の雨» (Ryoujoku no Ame)                                              | 4:02     |  |
| 7.  | «DISABLED COMPLEXES»                                                      | 3:53     |  |
| 8.  | «ROTTING ROOT»                                                            | 4:45     |  |
| 9.  | «艶かしき安息、躊躇いに微笑み» (Namamekashiki Ansoku, Tamerai ni Hohoemi) | 4:37     |  |
| 10. | «THE PLEDGE»                                                              | 3:55     |  |
| 11. | «REPETITION OF HATRED»                                                    | 4:32     |  |
| 12. | «THE DEEPER VILENESS»                                                     | 3:46     |  |
| 13. | «CLEVER SLEAZOID»                                                         | 3:12     |  |

DISCO 2 (Solo la edición limitada)

| N.º | Título                                                                    | Duración |  |
| 1.  | «艶かしき安息、躊躇いに微笑み» (Namamekashiki Ansoku, Tamerai ni Hohoemi) | 4:29     |  |
| 2.  | «CONCEIVED SORROW»                                                        | 4:49     |  |
| 3.  | «THE PLEDGE»                                                              | 3:51     |  |